# Universität Ibaraki
Die Universität Ibaraki (jap. 茨城大学, Ibaraki daigaku, kurz: Ibadai (茨大)) ist eine staatliche Universität in Japan. Der Hauptcampus liegt in Mito in der Präfektur Ibaraki.

## Geschichte

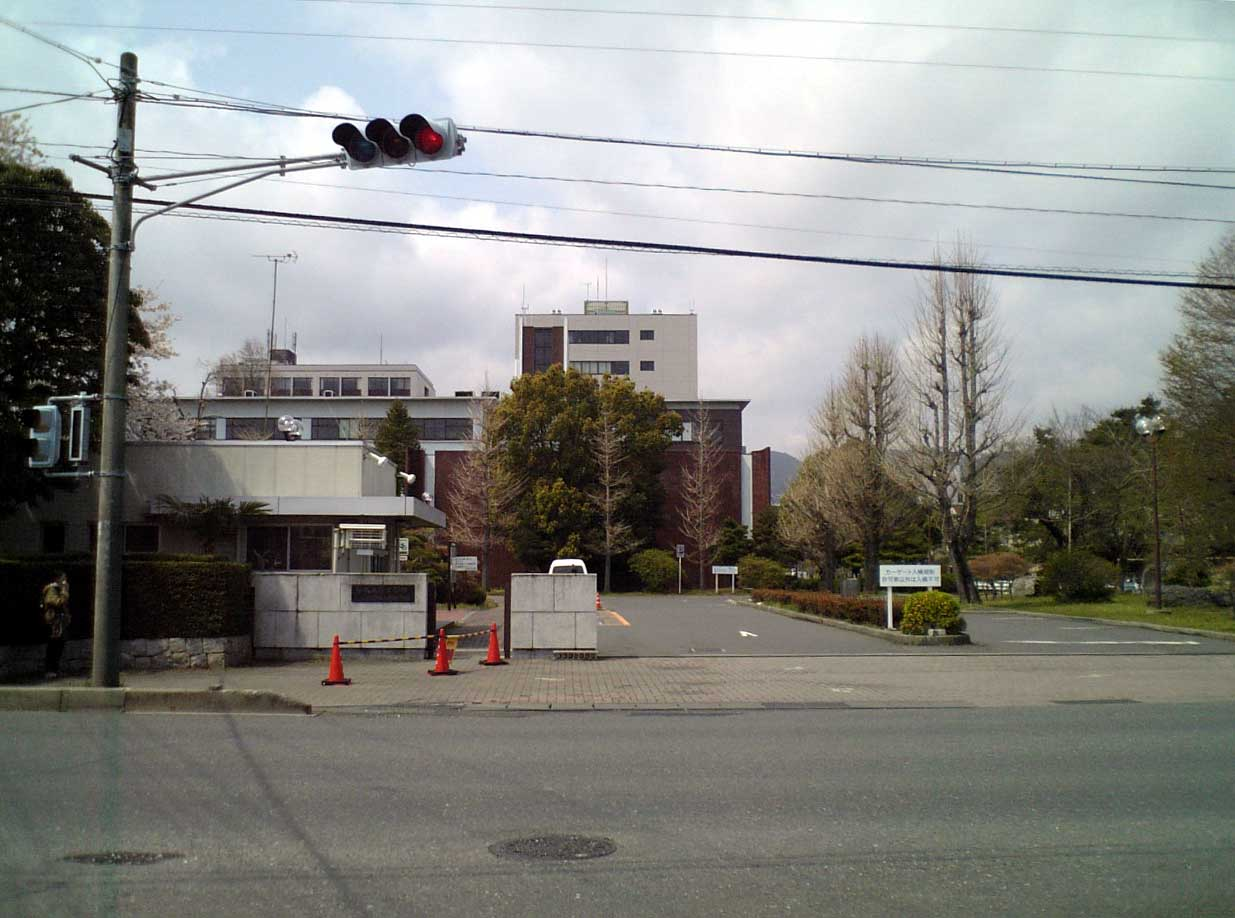
Hitachi-Campus

Die Universität wurde 1949 durch den Zusammenschluss der vier staatlichen Schulen gegründet. Die vier waren die Oberschule Mito (水戸高等学校, Mito kōtō gakkō, gegründet 1920), die Normalschule Ibaraki (茨城師範学校, Ibaraki shihan gakkō, gegründet 1874), die Jugend-Normalschule Ibaraki (茨城青年師範学校, Ibaraki seinen shihan gakkō, gegründet 1903) und das Technikum Taga (多賀工業専門学校, Taga kōgyō semmon gakkō in Hitachi, gegründet 1939).
Die Universität wurde mit drei Fakultäten eröffnet: Geistes- und Naturwissenschaften (in Mito), Pädagogik (in Mito) und Ingenieurwissenschaften (in Hitachi). Der Mito-Campus ist die ehemalige Militärbasis der Kaiserlich Japanischen Armee, die seit 1948 die Oberschule Mito als ihren Sitz benutzte; die Oberschule verlor 1945 im Pazifikkrieg ihre Schulgebäude (1946 verlor sie dann das Wohnheim durch Feuer). Der Hitachi-Campus ist der ehemalige Campus des Technikums Taga, das auf Staatskosten und mit der Spende (damals 3 Mill. Yen) von der Hitachi Ltd. Corporation gegründet wurde.
1952 wurde die ehemalige Präfekturale Landwirtschaftshochschule Ibaraki (茨城県立農科大学, Ibaraki-kenritsu nōka daigaku in Ami) zur Fakultät für Agrarwissenschaft. Die Hochschule wurde 1946 als private Landwirtschaftshochschule Kasumigaura (霞ヶ浦農科大学, Kasumigaura nōka daigaku) gegründet, um einen ehemaligen Militärflugplatz friedlich zu nutzen. Im Jahr 1947 verringerte eine starke Inflation das Vermögen der Hochschulstiftung und die Hochschule wurde 1949 eine präfekturale Hochschule. Ihr Campus ist heute der Ami-Campus.

## Fakultäten
- Mito-Campus (in Mito, Präfektur Ibaraki, 36° 24′ 3,6″ N, 140° 26′ 36″ OKoordinaten: 36° 24′ 3,6″ N, 140° 26′ 36″ O):
  - Fakultät für Geisteswissenschaften
  - Fakultät für Pädagogik
  - Fakultät für Naturwissenschaften
- Hitachi-Campus (in Hitachi, Präfektur Ibaraki, 36° 34′ 24,3″ N, 140° 38′ 33,4″ O):
  - Fakultät für Ingenieurwissenschaften
- Ami-Campus (in Ami, Inashiki-gun, Präfektur Ibaraki, 36° 2′ 12,1″ N, 140° 12′ 53,4″ O):
  - Fakultät für Agrarwissenschaft